# Єтцендорф
Єтцендорф (нім. Jetzendorf) — громада в Німеччині, розташована в землі Баварія. Підпорядковується адміністративному округу Верхня Баварія. Входить до складу району Пфаффенгофен.
Площа — 21,72 км2. Населення становить 3150 ос. (станом на 31 грудня 2020).